# Семенцов, Александр Николаевич
Александр Николаевич Семенцов (17 мая 1941 года, Керчь, СССР — 17 марта 2005 года, Санкт-Петербург, Россия) — советский и российский художник, физик и альпинист. Наиболее известен пейзажной живописью и натюрмортами, жанровыми работами, живописью и графикой, посвящённым вооруженным конфликтам на постсоветском пространстве.

## Биография
Семенцов родился 17 мая 1941 года в Керчи за месяц до начала Великой Отечественной войны и младенцем пережил эвакуацию в Тбилиси. Ещё в детстве он увлёкся живописью, но выбрал профессию физика и в 1960 году поступил на физико-математический факультет Тбилисского государственного университета. Семенцов совмещал учёбу с заниятиями искусством, в начали 60-х годов прошла его первая выставка, которая поспособствовала приёму сразу на третий курс Тбилисской академии художеств в 1963 году.
В академии Семенцов учился в классе рисунка известного живописца, представителя Серебряного века русской культуры Василия Шухаева. Также в Сухуми он познакомился с художницей Варварой Бубновой, носившей неофициальное звание «амазонки авангарда». После выпуска из академии художеств в 1965 году Семенцов ещё два года посещал факультет искусств Тбилисского государственного университета. Его естественно-научное образование завершилось в 1966 году, художественное — в 1967.
По распределению Семенцов был направлен на работу в Сухумский физико-технический институт, где и проработал следующие 20 лет, совмещая экспериментальную физику в лаборатории, занятия живописью и увлечение альпинизмом. С 1970 по 1986 год Семенцов неоднократно экспонировался на ежегодных осенних и весенних салонах Тбилиси и Сухуми и принимал участие в выставках абхазских художников в городах Советского Союза (Москве, Нальчике, Санкт-Петербурге, Тбилиси, Кутаиси) и Европы (Берлине, Варшаве). В качестве альпиниста в 1970-х и 80-х годах Семенцов неоднократно участвовал в спасательных операциях на маршрутах высокогорий Кавказа. В 1976 году он вошёл в Союз художников Грузинской ССР, на рубеже десятилетий был принят в Союз художников Абхазской АССР, в 1986 году стал членом Союза художников СССР.
В начале 90-х годов Семенцов переехал из Сухуми в Ленинград. В 1990 году прошла его первая персональная выставка в Берлине, в 1991 году — персональная экспозиция в петербургском литературно-мемориальном музее Ф. М. Достоевского, параллельно Семенцов принимал участие в осенних и весенних салонах Санкт-Петербургского Союза художников. В 1992 году он был вынужден кратковременно вернуться на родину, чтобы вывезти свою дочь Елену из региона, где разгорелась война между грузинами и абхазами. Увиденное сильно повлияло на его дальнейшее творчество и по возвращении в Петербург он начал работу над полотнами, посвящёнными событиям на родине.
В 1993 году Семенцов стал членом петербургского Союза художников, в 1993 и 1994 годах в одной из первых петербургских галерей современного искусства — «Борее» на Литейном проспекте — прошли его персональные выставки. В частности, там была представлена серия «Лезвие», посвящённая войне в Абхазии.

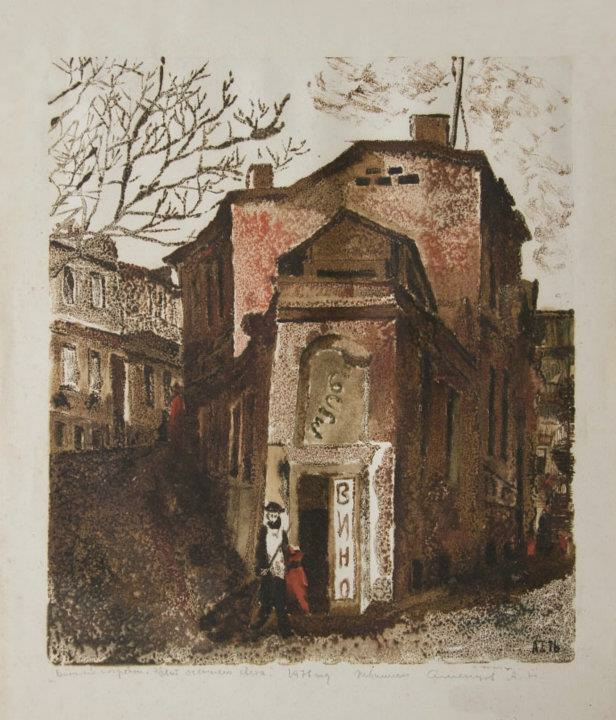
«Винный погреб. Старый Тбилиси», «Сухумский период», 1976 год

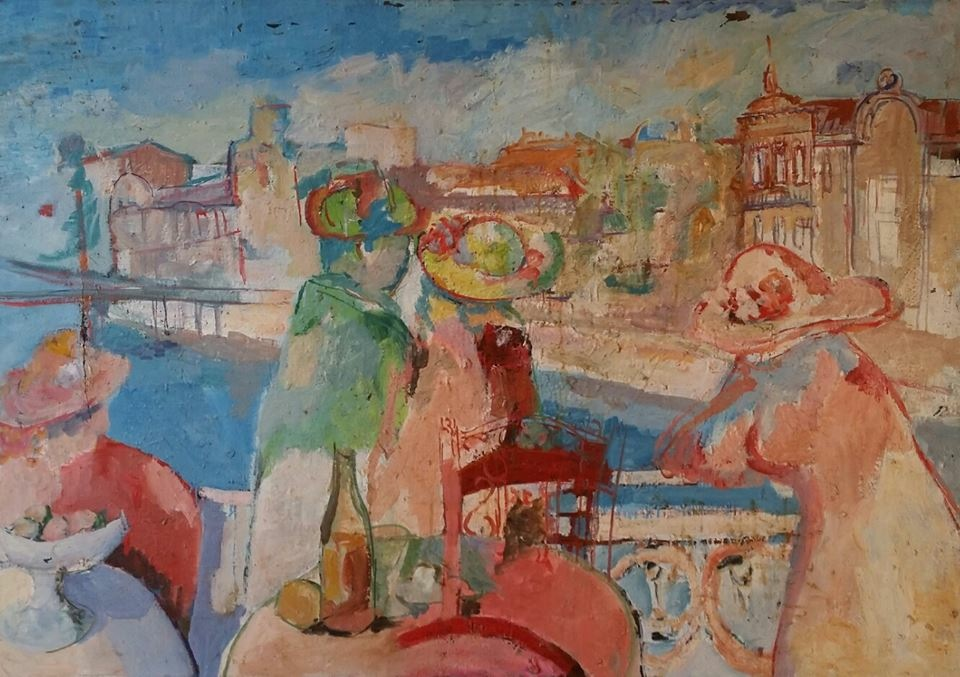
«В кафе „Амра“», «Сухумский период»; холст, масло; 1981 год

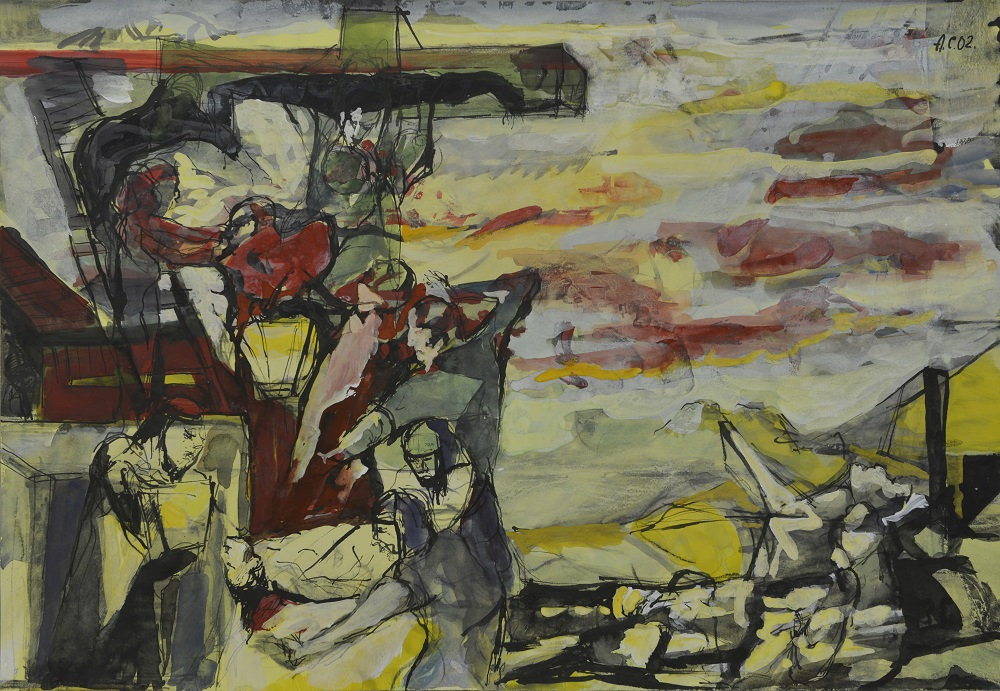
«В Эшерах», серия «Лезвие»; цветная бумага, акварель, тушь;; 1993 год

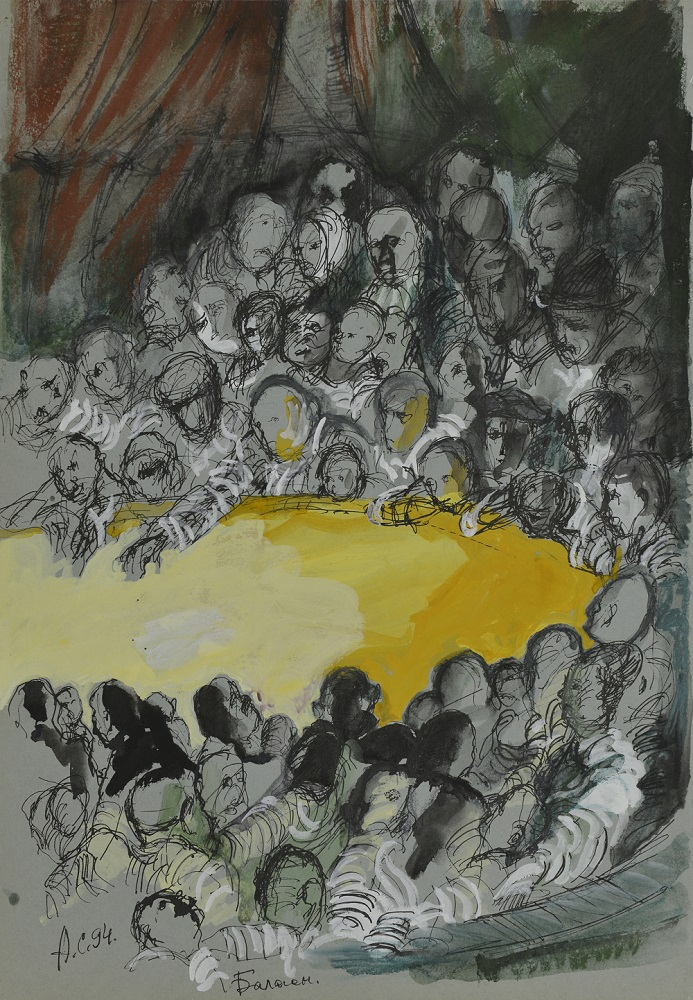
«Балаган», серия «Лезвие»; бумага, акварель, белила; 1994 год

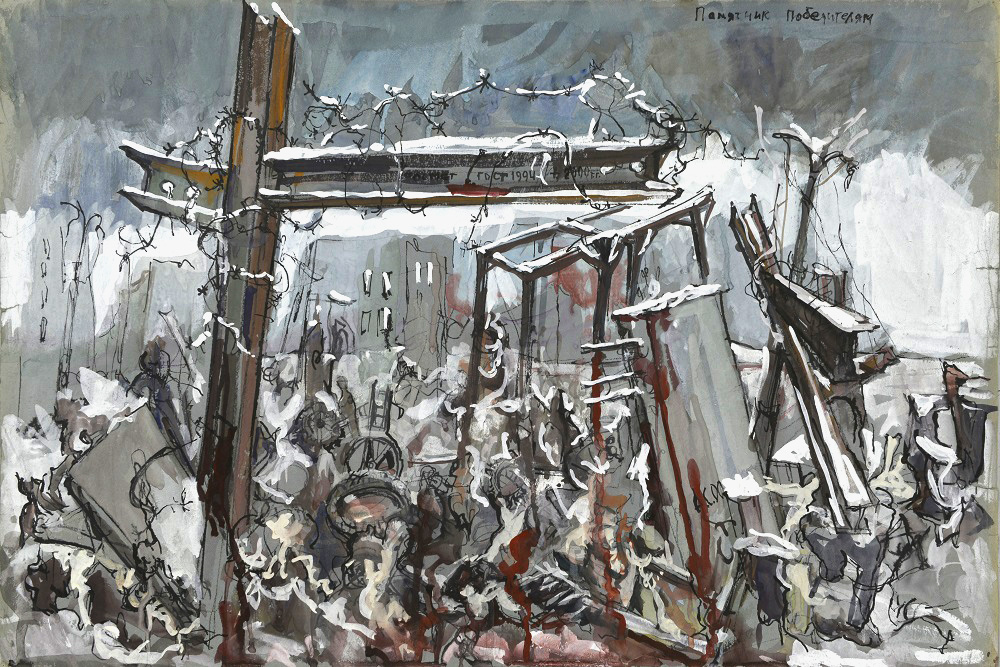
«Памятник победителям», серия «Апокалипсис»; бумага, акварель, белила; 2004

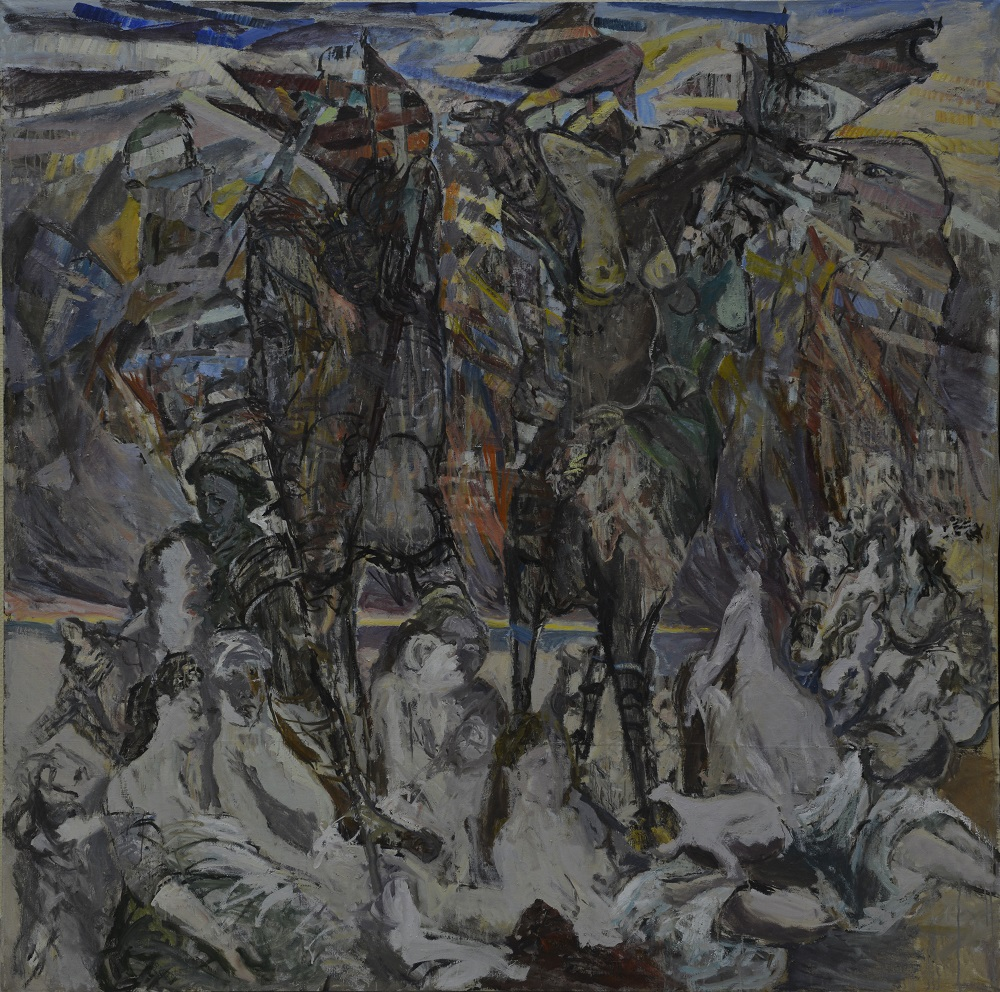
«Истерзанная Россия», серия «Апокалипсис»; холст, масло; 2005 год

С начала 90-х годов Семенцов много путешествовал и выставлялся за границей. Он посетил родные места своих любимых живописцев — Испанию и Францию. Он выставлялся в Афины, Лионе и городах Германии. После поездки в Берлин по совету местного галериста посетил Бесков в земле Бранденбург. Семенцов полюбил городок, разительно отличавшийся от Санкт-Петербурга, арендовал мастерскую в музейном комплексе Burg Beeskow и в последующие годы много работал в Бескове.
17 марта 2005 года Александр Семенцов умер в Санкт-Петербурге от остановки сердца. В июне 2005 года имя художника было посмертно включено в «Золотую книгу» Бескова в знак признания его творчества и заслуг перед городом.

### Хронология творчества
Александр Семенцов владеет методом лёгкого соприкосновения — его пейзажи хочется назвать сквозными в том смысле, что контуры мира уже явлены в них, в самом первом, авангардном слое, едва различимом для обычного ока. <...> В графике Семенцова нет многоцветья, в ней всего лишь несколько сюжетов — но зато самых устойчивых, безразличных к форме соучастия, к вопросу «С кем происходит?»Александр Секацкий
Ранняя часть творческого наследия Семенцова тесно связана с южными городами, где художник жил и работал. Среди работ того времени преимущественно известны пейзажная живопись и натюрморты, среди работ встречаются портреты (в том числе, 30 портретов младшей дочери) и автопортреты. Характерные для художника мотивы пейзажей — южная природа, улицы и повседневная жизнь Тбилиси, Сухуми и других городов, которые художник посетил в 70-х и 80-х годах. Стилистически ранние работы Семенцова относятся к импрессионизму и модернизму.
В рамках выставки «Сухумский период», состоявшейся летом 2015 года в Сочинском художественном музее, впервые транслировался подготовленный дочерью художника короткометражный документальный фильм «Алик Семенцов. Сухумская выставка». В основу фильма легла архивная плёнка 1989 года, на которой была представлена неформальная выставка в сухумском дворике, который служил художнику мастерской, его работы и окружение.
Изменения в художественном языке Семенцова в начале 90-х годов передают его впечатления от посещения охваченной войной Абхазии. Ответом на военный конфликт, невольным свидетелем которого он стал, становятся графическая серия «Лезвие» 1994 года и более поздняя живописная серия «Апокалипсис». Эстетика и философия этих работ сильно разнится с его ранними пейзажами, а их названия прозрачно указывают на предысторию полотен и варьируются от аллегоричных «Бойни», «Вторжения», «Беженцев» и «Бункера» до частных географических отсылок. От реализма ранних работ Семенцов переходит к глубокому символизму и обращению к евангельским сюжетам.
Для периода творчества в Санкт-Петербурге и Бескове характерно обращение художника к социальной тематике. Одновременно с лиричными пейзажами европейских городов Семенцов рисует одиноких и потерянных людей, бездомных, проституток, беженцев и пьяниц на улицах городов и в русской деревне. Его последней работой стало полотно «Истерзанная Россия», которое художник завершил в марте 2005 года.

## Избранные выставки и собрания
Первые экспозиции работ Семенцова состоялись в первой половине 1960-х годов, в 1970-х и 80-х годов он неоднократно принимал участие в региональных художественных салонах. Персональные выставки Семенцова проходили в Лионе, Берлине, Гамбурге и Франкфурте, Санкт-Петербурге и Бескове.
Первая большая ретроспектива творчества художника состоялась при его жизни в 2003 году в Новом выставочном зале Государственного музея городской скульптуры. Эта экспозиция также стала его первой большой петербургской выставкой.
В современной Абхазии работы художника были впервые представлены в 2011 году по инициативе его младшей дочери. Организаторами выставки выступили местное представительство российского федерального агентства «Россотрудничество» и Союз художников Республики Абхазия, в центральном выставочном зале которого была размещена экспозиция.

### Групповые выставки
- 2015 — Выставка работ абхазских художников из фонда Национальной картинной галереи Абхазии, Государственный центральный музей современной истории России, Москва

### Персональные выставки
- 1994 — «Лезвие», галерея «Борей», Санкт-Петербург
- 2003 — Государственный музей городской скульптуры, Санкт-Петербург
- 2003 — Выставка в рамках празднования 750-летия города Бесков, Германия
- 2006 — «В поисках ушедшего времени», галерея «НА. И.В.», Санкт-Петербург
- 2008 — «Памяти художника», галерея «Палкинъ», Санкт-Петербург
- 2010 — «Война на фоне мира», арт-галерея «Либерти», Санкт-Петербург
- 2011 — «Памяти художника», Центральный выставочный зал Союза художников Абхазии, Сухум
- 2014 — «Метаморфозы апокалипсиса», Галерея Зураба Церетели, Российская академия художеств, Москва
- 2014 — «Метаморфозы апокалипсиса», Краеведческий выставочный зал, Краснодар
- 2015 — «Сухумский период», Сочинский художественный музей, Сочи
- 2018 — «Александр Семенцов. Болевой синдром», Государственный Русский музей[19]

### Работы в собраниях
Во время войны в Абхазии семья Семенцова смогла сохранить его ранние работы. После смерти художника хранением коллекции и организацией выставок занимается его дочь Елена Семенцова.
Работы Семенцова находятся в многочисленных частных собраниях в странах Европы, Соединённых Штатах, Японии и Корее; в фондах Национальной картинной галереи Абхазии, музеев Тбилиси и Кутаиси, Государственного музея истории Санкт-Петербурга, Музея современного искусства Сибири и музеях Бескова. Один из его триптихов передан кафедральному собору Бескова — Мариенкирхе (церкви Святой Марии), другой находится на постоянной экспозиции в здании Института философии Санкт-Петербургского Государственного Университета.